# Street Legal Racing: Redline
Street Legal Racing: Redline – gra wyścigowa stworzona przez Invictus Games, wydana przez Activision Value na platformę Windows 18 lipca 2003 roku.

## Rozgrywka
Gra polega na wygrywaniu wyścigów w każdym klubie oraz spełnienie pozostałych wymagań, by zostać zakwalifikowanym do Wyścigu Mistrzów, gdzie można wygrać dodatkowy samochód. Gracz musi ścigać się za dnia z innymi kierowcami na ulicy, by zdobyć respekt. Te wyścigi uliczne bardzo przypominają te z gry Need for Speed: Underground 2. W nocy zaś gracz może wziąć udział w wyścigach równoległych, lub oglądać jak ścigają się inni.
Gra wyróżnia się spośród innych tego typu tym, jak może się zniszczyć samochód. Uszkodzić się mogą poszczególne części pojazdu jak silnik, zderzaki, drzwi, okna i maska. W przeciwieństwie do wielu innych gier wyścigowych, uszkodzenia nie znikną po wyścigu, gracz musi wszystko naprawić.

## Samochody
Samochody w grze bardzo przypominają ich realne odpowiedniki, ale mają fikcyjne nazwy. Na przykład pojazdy firmy Mitsubishi nazywają się tu Shimutsibu, Subaru mają nazwę Ishima, Chevrolet Camaro zwie się MC, BMW ma nazwę Baiern, a Nissan – Emer. Zależnie od wersji gry samochodem wygranym może być Prime DLH 500 (w rzeczywistości Shelby GT500), lub Furrano GTS (Ferrari Enzo). Gracz może kupować samochody używane oraz nowe, jednak najczęściej funduszy wystarcza na używany i naprawę. W dodatku, gracz ma możliwość modyfikacji każdej części pojazdu w swoim garażu. Tak jak samochody, części są fikcyjne, są stworzone przez fikcyjną firmę SL Tuners.